# Fort Providence
Fort Providence (en idioma slave, Zhahti Koe) es una aldea de Canadá situada en los Territorios del Noroeste. Según el censo de 2021, tiene una población de 618 habitantes.
Está localizada al oeste del Gran Lago del Esclavo. La Autopista de Yellowknife conecta la aldea con el resto del país.
El nombre de la aldea se traduce como Fortaleza de Providencia y su denominación en slave significa «casa de la misión». Fort Providence es una aldea desde el 1 de enero de 1987.
Según el censo de 2006, la población de Fort Providence era 727 (en 2001 era 753). El idioma inglés era el primer-idioma principal (57,78%, 420 hablantes) y había 10 hablantes del otro idioma principal de Canadá, el francés (1,38%). No había ningún hablante de inglés y francés, pero había 280 que hablaban otros idiomas no oficiales (38,51%). El 92,16% de su población (670 habitantes) era aborigen, pero no había ningún miembro de una minoría visible.